# Eindhoven Museum

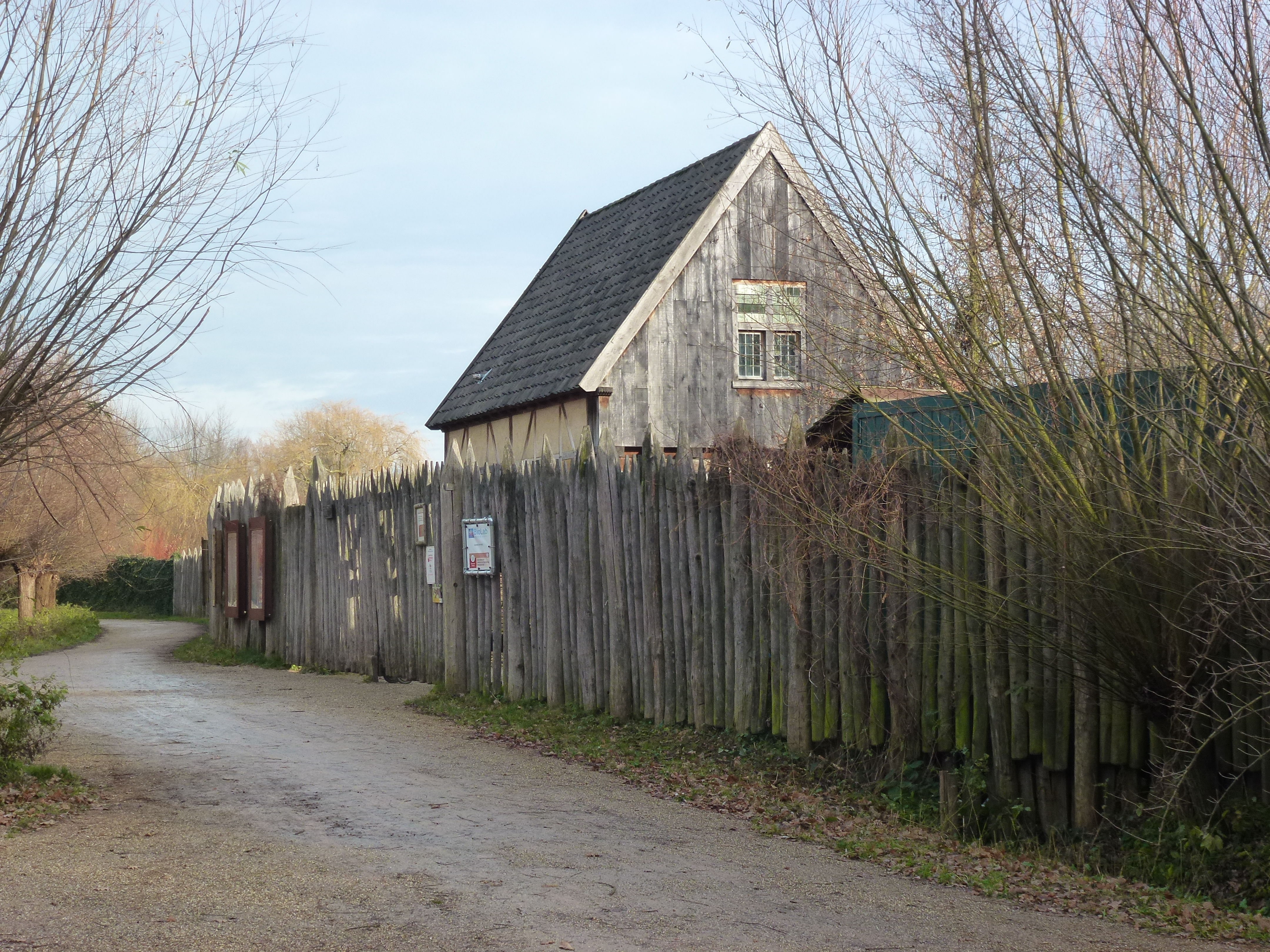
Eindhoven Museum, Eingangsbereich

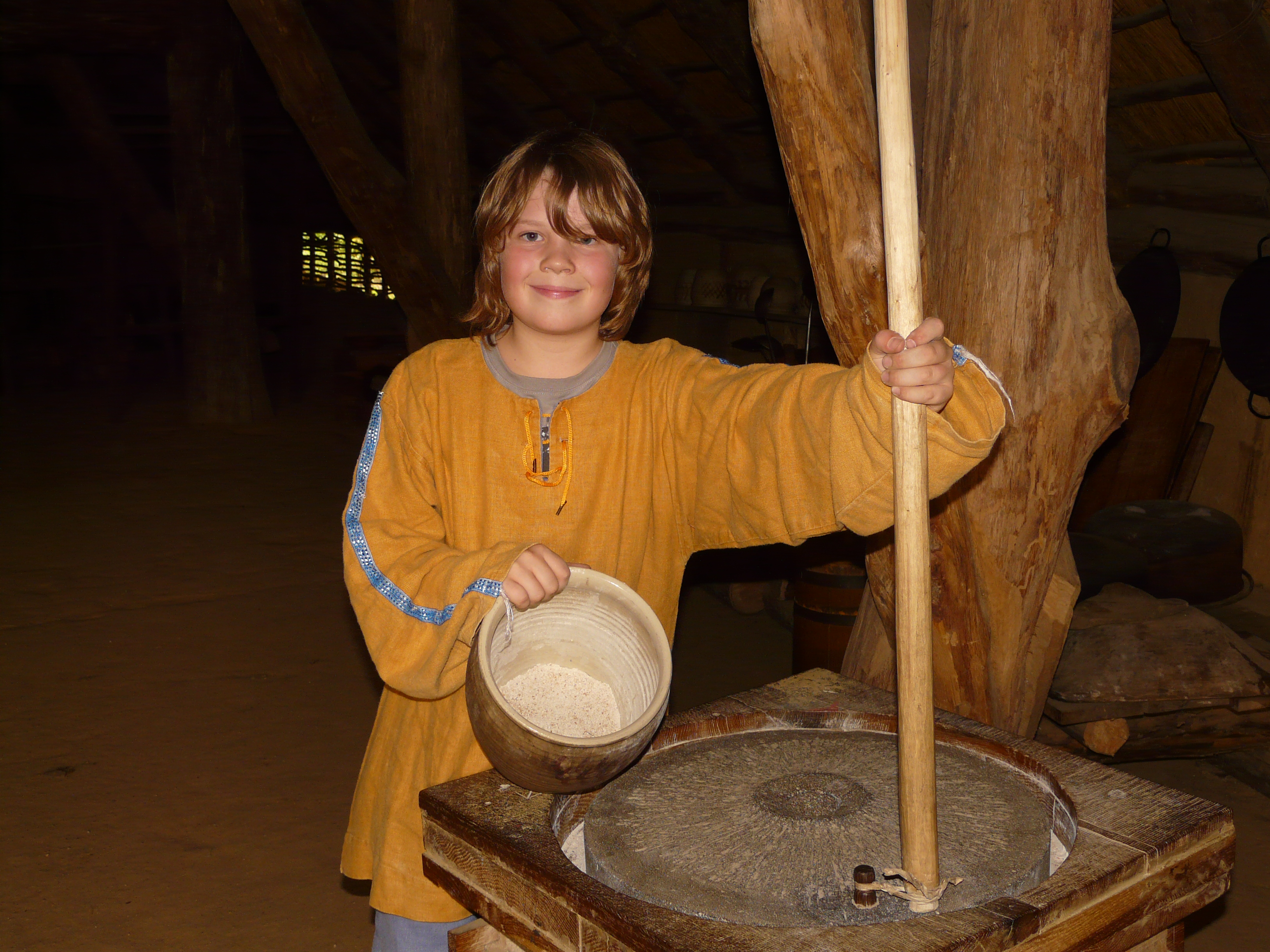
Korn mahlen wie im Mittelalter

Eindhoven Museum (EM) ist der Oberbegriff für das archäologische Freilichtmuseum PreHistorisch Dorp mit dem Thema Eisenzeit und Mittelalter in Brabant und der Sammlung des ehemaligen Museums Kempenland. Das Gelände des Historisch Openluchtmuseum Eindhoven (HOME) ist Teil des Erholungsgebiets Genneper Parken am Südrand der Stadt Eindhoven im Süden der Niederlande. Die Sammlung ist eingelagert und kann auf Anfrage oder im Rahmen von Sonderausstellungen besichtigt werden.

## Epochen und Gebäude

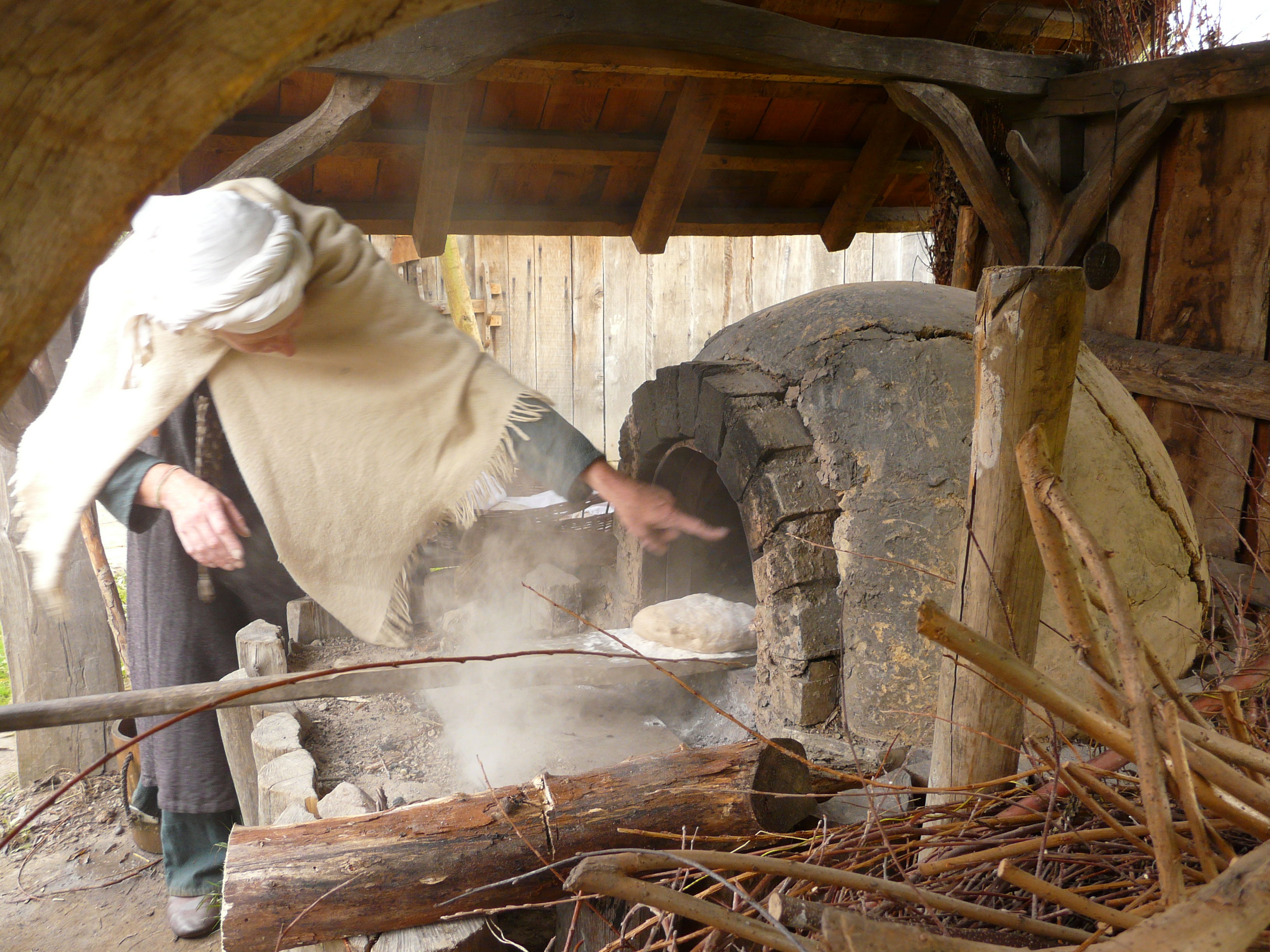
Brot backen im Lehmofen

Das Eindhoven Museum präsentiert drei Epochen der Geschichte Eindhovens. Es besteht aus dem rekonstruierten Dorf Eversham, das eine Episode der Eisenzeit darstellt, einem frühmittelalterlichen Hof und einem Ausschnitt der hochmittelalterlichen Stadt Endehoven.

## Veranstaltungen und Gastronomie

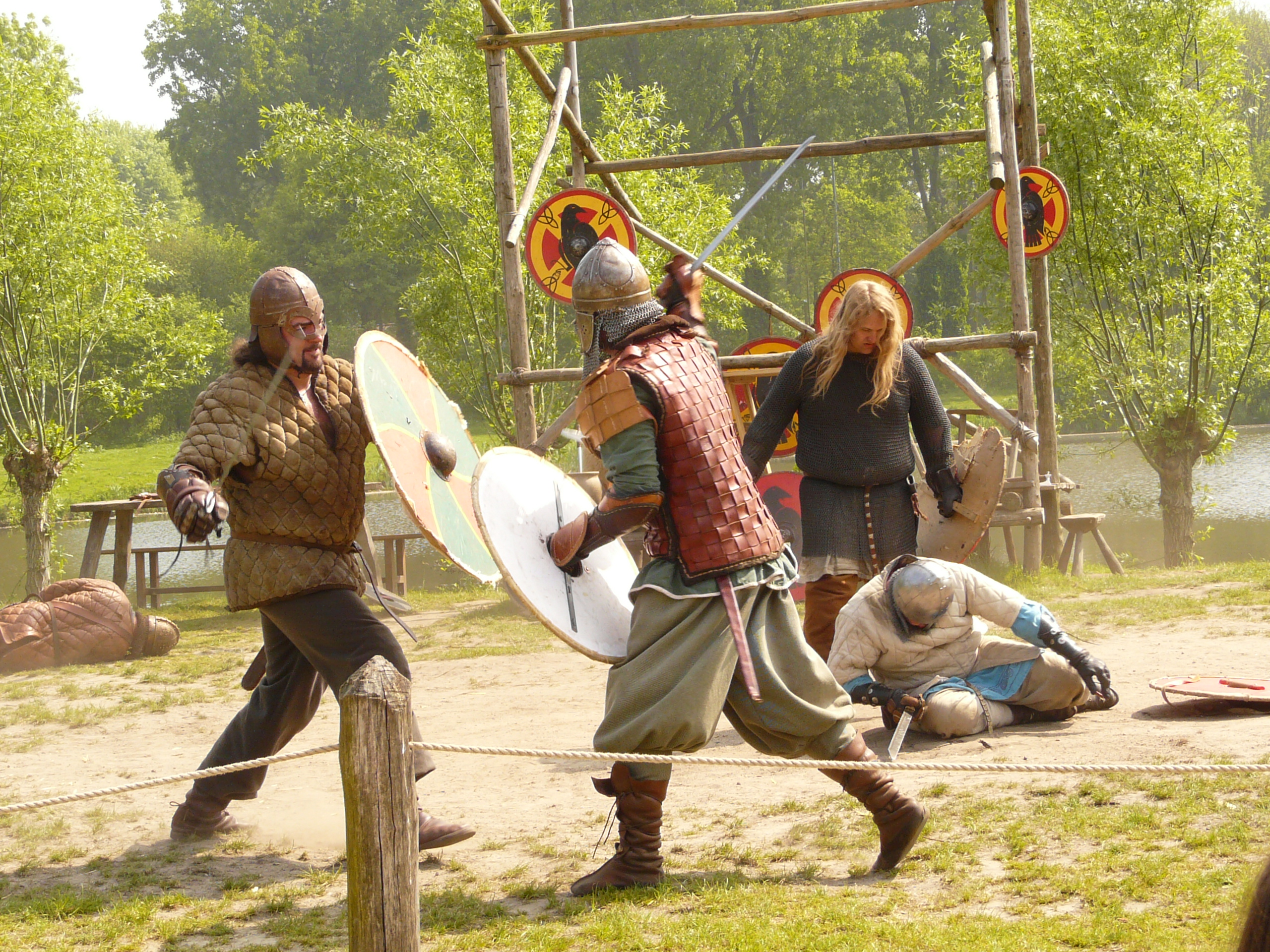
Wikingerzeitliche Schaukampfvorführung

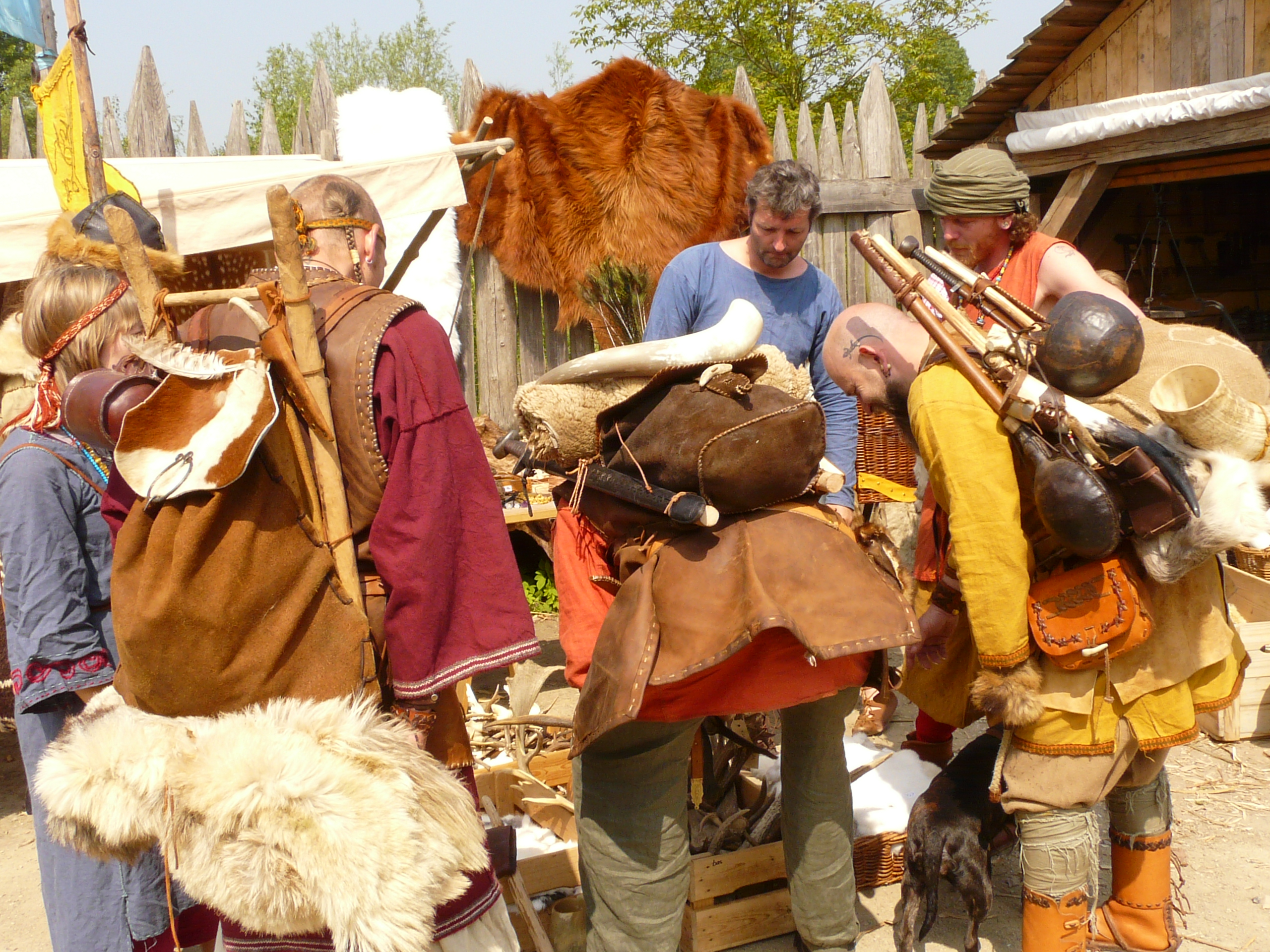
Wikingermarkt 2008 im Museum

Von Montag bis Freitag liegt der Schwerpunkt der Museumsarbeit auf Bildungsprogrammen für Schulen, die vom fest angestellten Personal durchgeführt werden. Während der Wochenenden und in den Schulferien bevölkern zudem nebenberufliche Living-History-Darsteller in historischer Kleidung das Gelände, um den lebendigen Eindruck zu verstärken. Sie demonstrieren im Rahmen von Themenführungen typische historische Aktivitäten, unter anderem wie Korn mahlen, Feuer machen, Brot backen, Schmieden. Dabei legen die Führer Wert darauf, die Unterschiede und Parallelen zwischen den verschiedenen Epochen und der Jetztzeit deutlich zu machen. Täglich findet eine Rundführung für alle Besucher statt. Darüber hinaus werden verschiedene Workshops angeboten, die von Gruppen gebucht werden können. Einmal jährlich im Frühjahr wurde bis 2009 ein großer Wikingermarkt veranstaltet, bei dem Living History-Gruppen aus verschiedenen Ländern, Gaukler, Musikanten und andere den Museumsbesuch zu einem besonders eindrucksvollen Erlebnis machten. Im Gegensatz zu den bekannten Mittelalterfesten wird hier Wert auf möglichst große Authentizität gelegt.